# Mirrorball

Mirrorball est le cinquième album en tout et le premier enregistré live de Sarah McLachlan datant de 1999, compilé à partir de performances réalisées lors de la tournée Surfacing en 1997–98. La plupart des 14 chansons proviennent des deux derniers albums de McLachlan à l'époque, Fumbling Towards Ecstasy et Surfacing.
L'album a été un succès commercial, entrant dans le top 3 du Billboard 200 et du Canadian Albums Chart. La performance live de "I Will Remember You" a été réédité en single (déjà publié en 1995 et 1996) et a été un succès commercial, entrant dans le top 15 des classements Billboard Hot 100 et Canadian Hot 100.
La performance en direct de "I Will Remember You" a remporté le Grammy Award de la meilleure performance vocale pop féminine.

## Liste des chansons
1. Building A Mystery
2. Hold On
3. Good Enough
4. I Will Remember You
5. Adia
6. I Love You
7. Do What You Have To Do
8. The Path Of Thorns
9. Fear
10. Possession
11. Sweet Surrender
12. Ice Cream
13. Fumbling Towards Ecstasy
14. Angel

## Musiciens
- Sarah McLachlan – Chant, Guitares, Piano
- David Sinclair – Guitares, Chœurs
- Sean Ashby – Guitares, Chœurs
- Brian Minato – Basse
- Vincent Jones – Claviers, Chœurs
- Ashwin Sood – Batterie, Percussions, Chœurs
- Camille Henderson – Chœurs